# الحب والصمت (فلم)
الحب والصمت فيلم دراما مصري  من إخراج عبد الرحمن شريف لعام 1973، كتب السيناريو مسعود أحمد عن قصة الكاتبة عنايات الزيات. الفيلم من بطولة نيللي وأحمد عبد الحليم ونور الشريف  ويدور حول فؤاد الذي يقع في غرام سامية جارته، ولكنه لا يجد القدرة على التصريح، وعندما يستعد لإخبارها بحبه، تعلن هي حبها لأحد الكُتَّاب المسرحيين.
صدر الفيلم إلى دور العرض المصرية في 19 فبراير 1973.
منح موقع قاعدة بيانات الأفلام العربية «السينما.كوم» الفيلم درجة 5.4/ 10.

## طاقم التمثيل
نيللي: في دور سامية شوقي
أحمد عبد الحليم: في دور أحمد فهمي (كاتب ومؤلف مسرحي)
نور الشريف: في دور فؤاد (طالب الفنون الجميلة وجار سامية)
مديحة حمدي: في دور نادية (صديقة سامية)
أشرف عبد الغفور: في دور عصام (ابن عمة سامية)
عبد العظيم كامل: في دور شوقي (والد سامية)
علية عبد المنعم: في دور والدة سامية
عصام وحيد: في دور زكي
عبد العزيز السيد: في دور هشام (شقيق سامية)
أحمد أبو عبية: في دور عبده (السفرجي)
بالإشتراك مع ضيوف الشرف: محمود ياسين – عايدة كامل – فيفي يوسف – سامية سامي (الراقصة) – حسين عرابي.

## مؤلفة القصة
عنايات الزيات هي مؤلفة مصرية، اكتشفها أنيس منصور ونشرت بعضاً من القصص القصيرة. قدمت روايتها «الحب والصمت» عام 1963 إلى دور النشر وتم رفضها لعدم صلاحيتها للنشر حسب إفادة دور النشر. تركت المدرسة وتزوجت وفشلت في زواجها وقامت بالانتحار في 20 نوفمبر 1963 وقد تركت خطاباً لابنها تعتذر له عن عدم قدرتها على تحمل الحياة القاسية المظلمة. تحدثت عنها الفنانة نادية لطفي في مجلة المصور في 16 مايو 1967 وأفادت أنها كانت زميلة دراسة للكاتبة المنتحرة وقالت: «أول نموذج من المثقفين عرفته في حياتى كانت هي صديقة عمرى وزميلتى في سنوات دراستى بالمدرسة الألمانية.. عنايات الزيات»، كما كتب عنها أنيس منصور في 18 مارس 1967، أنه أعطى لها ملاحظاته على مسودة الرواية، وهي رفضت أن تأخذ بها، كما أشار إلى أن الكاتبة لا تعرف اللغة العربية إلا بصعوبة وأن كل دراستها بالألمانية. صدر عن الكاتبة عنايات الزيات كتاب تحت عنوان «في أثر عنايات الزيات» للشاعرة إيمان مرسال، وكتب موقع إندبندنت عربية: "كاتبة تتعقب كاتبة أخرى مضى على رحيلها ستة وخمسون عاماً، تعقباً واعياً يحدث في وضح النهار، تمشي في الشوارع التي مشت فيها، تلتقي مع من تبقى من أفراد أسرتها، مع أصدقائها، تفتح أوراقها، وتطرح رؤى كثيرة عن الأسباب التي أدت بها إلى اختيار موتها بيدها. يُسبب هذا الكتاب اضطراباً لا يمكن الفكاك منه بسهولة، ليس فقط بسبب القصة المأساوية التي نسجت حياة ـ وممات ـ الكاتبة عنايات الزيات وأدت بها إلى الانتحار، بل لأنه يتنبه وينبه إلى زوال عالم كامل مع موت شخص، مع رحيله، مع اختياره أن يضع حداً لحياته. ويتصادف أن يكون هذا الشخص امرأة كاتبة، شابة انقصف عمرها بسبب الهشاشة الشديدة المحكومة بقسوة غائرة".

## أحداث الفيلم
تنتمي سامية (نيللي) لأسرة ثرية، وترتبط بعلاقة خاصة بشقيقها هشام (عبد العزيز السيد) فهم لا يفترقون داخل وخارج البيت، ومعهم زملاء وأصدقاء الطفولة نادية (مديحة حمدي) والتي تعمل سكرتيرة لصاحب دار نشر لحاجتها وحاجة أسرتها للمال، وهي تحب هشام في صمت، وكذلك فؤاد (نور الشريف) طالب الفنون الجميلة الذي يحاول مساعدة المؤلف المسرحي أحمد فهمي (أحمد عبد الحليم) برسومات كتبه، ليعينه عمله على إتمام دراسته. كان فؤاد يحب سامية في صمت، ولا يجرؤ على مصارحتها، وهي تكن له حباً شديداً لكونه صديقها وصديق أخيها هشام وزميل طفولتها وتشعر نحوه بمثل مشاعرها تجاه شقيقها هشام. يسقط هشام على رأسه أثناء ممارسته رياضة القفز بالزانة، ويموت في الحال، وتصاب سامية بصدمة شديدة تفقدها معنى الحياة وتصيبها باليأس، وتقترح عليها صديقتها نادية الالتحاق بالعمل حتى تنشغل وتنسى مأساتها، ولكن والدها (عبد العظيم كامل) يرفض عمل ابنته لعدم حاجة الأسرة لذلك، ولكن يعود الوالد ويوافق على عملها لتشغل وقتها وفكرها. تلتحق سامية بدار النشر، لأن والدها صديقاً للناشر، وفي عملها تتعرف على الفنان أحمد فهمي الذي كان يأتي لمتابعة بروفات كتبه ومسرحياته. يدعو الفنان أحمد سامية وناديه لمشاهدة مسرحياته في المسرح، ويستطيع أحمد أن يزرع بداخل سامية الأمل مرة أخرى في الحياة. تقع سامية في حب أحمد كما يقع هو أيضاً في حبها ولكن في صمت. تشرح سامية تفاصيل مشاعرها لصديقها فؤاد، الذي كان يعاني في صمت. تحدث مفاجأة لسامية عندما يفرض عليها والدها ابن عمتها عصام (أشرف عبد الغفور) خطيباً، وتتحمل سامية ثقل ظل عصام على مضض، ويصاب فؤاد بصدمة أخرى، ولا يخرجه منها سوى فسخ سامية لخطبتها من عصام. تضطر سامية لمصارحة فهمي بحبها له، عندما تزوره في بيته بسبب مرضه، وتطلبه للزواج، غير أنه يعتذر لأنه أكبر منها سناً، كما أنه مريض مرضاً خطيراً لا يرجى منه شفاء بغير عملية دقيقة بالخارج، وهو لا يريد السفر، وترد سامية له الجميل وتزرع الأمل بداخله وتزيد من رغبته بالحياة، وتدعوه للتمسك بالحياة. يقرر فهمي السفر لإجراء الجراحة، ويطلب من سامية الزواج من فؤاد الذي يحبها.

## استقبال الفيلم
كتب محمود قاسم في 26 يونيو 2020 على موقع صحيفة الشروق وهو يوضح الاهتمام المتجدد بالكاتبة الراحلة عنايات الزيات وروايتها «الحب والصمت» والسبب هو صدور رواية أو كتاب أقرب إلى التحقيق الأدبى للشاعرة المصرية «إيمان مرسال» المقيمة في كندا باسم «في أثر عنايات الزيات» الذي حاولت فيه الكشف عن الغموض في حياة وممات مؤلفة ماتت مجهولة دون أن يعرفها أحد وهي التي عاشت بين عامي 1936 و1963 التي قيل إنها ماتت منتحرة بسبب رفض الناشر إصدار الرواية. كانت الشاعرة إيمان مرسال قد عثرت على نسخة قديمة من الرواية.
كتب محمود قاسم: «الغريب أنه بعد وفاة الكاتبة بعشر سنوات كاملة فوجئنا بالفيلم الذي نكتشفه اليوم من إخراج عبد الرحمن شريف، وهو مخرج ليس له تاريخ يرجع اليه، لكن هناك إشارة بالغة الوضوح على الشاشة أن الفيلم عن رواية للكاتبة الراحلة عنايات الزيات، وذلك قبل نزول جميع أسماء العاملين في الفيلم ما يوحي بمحاولة المنتج والى السيد إعادة اكتشاف الكاتبة... في التاريخ الفني للمخرج ليس لدينا ما يجعلنا نشعر أنه وجد ضالته بالعثور على الرواية، ورغم التكريم الواضح لاسم الكاتبة على الشريط، وأن هذه الرواية الوحيدة التي أخرجها للسينما وسط أفلام أخرى قدمها في تلك السنوات منها:»الأصيل «عام 1973 و» الغفران" عام 1971 و"الغشاش «عام 1970، و» الحياة نغم" عام 1976، و"أشرف خاطئة" عام 1973 وأغلب هذه الأفلام إنتاج والي السيد الذي يبدو أنه كان قريبا من المؤلفة وليس المخرج، وقد استعان هنا بكاتب سيناريو غير معروف هو سامى أمين، وايضا بكاتب حوار لم يعمل أبدا في الكتابة، اسمه مسعود أحمد وفي فيلم "الغفران«كان والى السيد هو كاتب السيناريو، وتكرر اسم عنايات كبطلة رئيسية في الفيلمين، الأم كما جسدتها محسنة توفيق اسمها عنايات، ما يعنى أنه يعرفها بدرجة لا نستطيع أن نحددها».

## وصلات خارجية
- مقالات تستعمل روابط فنية بلا صلة مع ويكي بيانات
- الحب والصمت على موقع جامالون
- الحب والصمت على موقع دهليز
- الحب والصمت
- فيلم الحب والصمت على يوتيوب
- فيلم الحب والصمت على يوتيوب
- فيلم الحب والصمت على يوتيوب
- فيلم الحب والصمت على يوتيوب